# هانیا هولم
هانیا هولم به عنوان یکی از چهار بنیان‌گذار بزرگ رقص مدرن آمریکایی شناخته می‌شود. او یک رقصنده، طراح رقص و بالاتر از تمام این‌ها، مربی و آموزگار رقص بوده‌است.

## ارتباط با ماری ویگمن
او در سنین کودکی در موسیقی و درام غرق شده بود چنان‌که او در طول کودکی و جوانی‌اش متوجه انیستیتوی امیل ژاک-دالکروز بود و در آن‌جا حضور پیدا می‌کرد. در سن ۲۸ سالگی اجرایی از اکسپرسیونیست آلمانی، ماری ویگمن را دید و بر آن شد تا دوره رقصش را در مدرسه ویگمن در درسدن بگذراند؛ جایی که خیلی زود به یکی از اعضای کمپانی مبدل شد. ماری ویگمن و هانیا هولم پیوندی خاص را از طریق حرکت به اشتراک گذاشتند. گفته می‌شود اولین بار در رقص مصری بود که ویگمن تحت تأثیر توانایی هولم قرار گرفت. او اراده و توانایی خلاقی داشت که با آن می‌توانست از نظرگاهی طراحانه به واقعیت، شکل ببخشد. ویگمن از او دعوت کرد تا به عنوان مدیر همکار در مدرسه درسدن به تدریس بپردازد و به خاطر تشخیص او از فرصتی که باز کردن مدرسه در نیویورک برای دنیای رقص می‌آفرید، سرانجام هانیا هولم را برای راه‌اندازی یک شعبه از مدرسه ویگمن در ۲۶ سپتامبر ۱۹۳۱ به نیویورک فرستاد.